# Liste de blasons d'après les sceaux du XIIe siècle

## Liste de sceaux proto-héraldiques
| Date               | Nom                       | Titre                           | Sceau | Ecu possible | Notes (DA, GD Picardie GD Normandie, Wijnbergen, Rietstap |
| ------------------ | ------------------------- | ------------------------------- | ----- | ------------ | --- |
| 1135               | Raoul Ier                 | comte de Vermandois             | sceau | écu          | DA no 1010 : sceau équestre, au gonfanon orné d'un échiqueté, daté de 1135 et non 1116, reproduit dans M. Pastoureau, daté également de 1135. |
| entre 1136 et 1165 | Galéran IV                | comte de Meulan et de Worcester | sceau | écu          | DA no 715, 716*"sceau non daté présentant l'échiqueté sur le gonfanon, sur la cotte d'arme et sur la couverture de la selle",. Et également sur l'écu semble-t-il. |
| 1143 et 1151       | Amédée III et Humbert III | comtes de Savoie                | sceau | écu          | "La croix de Savoie paraît dans les sceaux", sans autre précision,. Amédée ayant pris part à la deuxième croisade, il est envisageable, mais non prouvé, qu'il ait porté cette croix sur son écu en 1147 et que son fils Humbert III l'ai repris. Ces deux sceaux semblent confirmer le caractère mythique de l'aigle attribuée à ces comtes : |

## Liste de sceaux héraldiques
| Date               | Nom                      | Titre | Sceau                                      | Ecu                    | Notes (DA, GD Picardie GD Normandie, Wijnbergen, Rietstap |
| ------------------ | ------------------------ | --- | ------------------------------------------ | ---------------------- | --- |
| 1138               | Thibaud IV               | comte de Blois et de Champagne                                                                                           | sceau                                      | écu                    | DA no 954 : Il semble qu'on peut voir sur le dessin de l'écu de G. Demay des rais d'escarboucle. |
| entre 1138 et 1161 | Robert III               | seigneur de Vitré | sceau                                      | écu                    | Sceau équestre, "l'écu avec la boucle, l'ombilic, l'umbo d'où partent des rayons fleuronnés", |
| entre 1138 et 1148 | Gilbert de Clare         | comte de Pembroke | sceau                                      | écu moderne :          | L'écu du contre-sceau est plus un chevronné que six chevrons comme indiqué par D.L. Galbreath. Il s'agit déjà d'une brisure de la branche ainée de Hertford, ci-dessous. |
| entre 1138 et 1148 | Gilbert de Clare         | comte de Hertford | sceau                                      | écu                    | Neveu du précédent, mais de la branche ainée. L'écu porte trois chevrons,. |
| 1144               | Henri Le Lion            | duc de Saxe | équestre, l'écu au lion                    | écu                    | Les couleurs sont hypothétiques. |
| 1146               | Raoul Ier                | comte de Vermandois | équestre, l'écu aux armes                  | écu                    | GD Picardie no 38. C'est donc le tout premier sceau équestre armorié français daté avec précision. |
| 1150,              | Raimond-Bérenger IV      | comte de Barcelone | sceau                                      | écu                    | "quatre pals avec un rais d'escarboucle",. L'écu de son neveu Raimond-Bérenger II de Provence ne porte que trois pals dès 1150 cf. supra. Raimond-Bérenger IV devait donc porter cet écu à quatre pals dès avant cette date. |
| 1150               | Raimond-Bérenger II      | marquis de Provence | équestre, l'écu aux armes                  | écu                    | "trois pals",. Semble être une brisure du blason de son oncle Raimond-Bérenger IV de Barcelone, régent de Provence, qui devait donc porter l'écu aux quatre pals dès avant 1150, cf. 1157 infra. |
| 1152               | Guelf VI                 | duc de Toscane |                                            | écu                    | Frère de Henri X de Bavière. "un lion",. |
| 1155               | Bouchard                 | sire de Guise | sceau équestre, l'écu recouvre le cavalier | écu                    | "une aigle (entourée d'un rais d'escarboucle". GD Picardie no 369, |
| 1156               | Henri II                 | duc d'Autriche | équestre, l'écu aux armes                  | écu                    | "une aigle",. |
| entre 1156 et 1163 | Guillaume Plantagenêt    | comte de Poitou | équestre, l'écu aux armes                  | écu                    | Fils de Geoffroy Plantagenêt, oncle de Richard Cœur de Lion. "Un lion". Sur un acte à Burghley. Ou peut-être comme comte du Poitou : |
| 1160               | Guillaume IV de Garlande | seigneur en Brie | sceau                                      |                        | d'… à l'escarboucle de… à la bordure denchée et contre-denchée de… et de…{{.}} |
| 1162               | Anselme de Campdavaine   | comte de Saint-Pol | sceau                                      | écu                    | Sceau le plus intéressant de ce corpus : Dès 1141, une gerbe d'avoine apparaît dans le champ de l'écu d'Enguerrand de Campdavaine (1141-1150). |
| 1162, 1177 et 1181 | Philippe d'Alsace        | comte de Flandre | DA no 619                                  | écu                    | Bien que les différents sceaux et contre-sceaux de Philippe d'Alsace représentent un lion soit rampant soit contourné, le blason au lion de Flandre n'a jamais été controversé, ce n'est pas le cas de celui de Richard Ier. cf. 1195 infra. |
| 1177               | Bouchard                 | seigneur de Montmorency                                                                                                  | sceau                                      | écu                    | Dessin identique au sceau de Bouchard Ier de Marly en 1224, DA no 2714, Rietstap. |
| 1178               | Conon de Nesle           | comte de Soissons | équestre, l'écu aux armes                  | écu                    | Armes en 1215 : Raoul de Nesles, DA no 1011. |
| 1180               | Henri Ier                | comte de Champagne | écu                                        | écu                    | DA no 569, Douët d'Arcq précise "Il semble qu'on peut voir sur le bouclier un rais d'escarboucle", dans ce cas comme sur celui de son père Thibaud IV ; cf. supra 1138. |
| 1181               | Henri II                 | comte de Champagne | écu                                        | écu                    | DA no 568 précisé bande aux cotices potencées et contre-potencées. |
| 1189               | Mathieu III              | comte de Beaumont-sur-Oise                                                                                               | sceau                                      | écu                    | alias de gueules, au lion d'argent, Rietstap. |
| 1189               | Jean sans Terre          | comte de Mortain | sceau                                      | écu                    | GD Normandie no 48: sceau équestre, l'écu aux armes. Les couleurs sont hypothétiques et uniquement déduites de celles de son frère Richard en 1198. cf infra. |
| 1190               | Raoul Ier de Coucy       | seigneur de Coucy | équestre, l'écu aux armes                  | écu                    | DA no 1913*, Rietstap. |
| 1191               | Raoul Ier de Lusignan    | comte d'Eu | écu aux armes                              | écu                    | GD Normandie no 36, il est bien précisé "burelé de huit pièces, au label de cinq pendants". Ses successeurs porteront un "burelé de dix pièces, au label de trois pendants". |
| 1192               | Ansel de Garlande        | seigneur en Brie | équestre, l'écu aux armes                  | écu                    | DA no 2259, 2260, Wijnbergen no 32. |
| 1193               | Baudouin V               | comte de Hainaut | contre-sceau                               | écu                    | Contre-sceau, écu aux armes,. |
| 1194               | Gérard                   | seigneur de Saint-Aubert                                                                                                 | équestre, l'écu aux armes                  | écu                    | Sur le sceau, l'écu porte une bordure. |
| 1194               | Geoffroy III             | comte du Perche | équestre, l'écu aux armes                  | écu                    | Un sceau datant de 1194 montre deux chevrons (GD Normandie 51). |
| 1197               | Le même Geoffroy         | comte du Perche | équestre, l'écu aux armes                  | écu                    | Cet autre sceau de 1197 montre trois chevrons (DA no 999). |
| 1195               | Richard Cœur de Lion     | comte d'Anjou et du Maine (1183), duc de Normandie (1189), duc d'Aquitaine et comte de Poitiers (1189-1196 et 1198-1199) | sceau · sceau                              | ou peut-être ou encore | DA 1007. Le blasonnement exact de l'écu du premier grand sceau de Richard Ier a été remis en cause par les héraldistes britanniques entre 1950 et 1980. Les deux lions affrontés semblent pourtant la seule manière de se faire reconnaître des deux côtés de l'écu concave où de plus, on note la persistance du umbo sur laquelle le lion semble poser sa patte. Pourtant, au regard du sceau de Philippe d'Alsace, comte de Flandre, la thèse du lion rampant semble judicieuse ; cf. supra. Mais la sigillographie seule ne permet pas de résoudre la question des couleurs. |
| 1198               | Le même Richard          | | sceau                                      | écu                    | DA no 1008 « bouclier à trois lions rampants ». En fait trois léopards. |
| 1196               | Jean                     | comte de Corbeil | sceau                                      |                        | Sceau équestre, l'écu à la bordure besantée. Le sceau est intéressant surtout car c'est le dernier en France représentant un casque à nasal. La bordure n'est peut-être qu'un renforcement du bouclier. |
| 1197               | Baudouin VIII            | comte de Flandre et de Hainaut                                                                                           | sceau                                      | écu                    | À partir de cette date le visage du chevalier est entièrement couvert par son heaume, le blason sur l'écu devient indispensable comme signe de reconnaissance. C'est le début de l'âge d'or du blason au XIIIe siècle. |
| 1197               | Roger de Meulan          | vicomte d'Évreux | sceau                                      | écu                    | DA no 2834. Dès 1195, son 1er sceau non héraldique porte un lion au naturel passant contourné (DA no 2833), Les couleurs sont hypothétiques mais plausibles puisque identiques à celle de son beau-frère Simon III de Montfort, comte d'Évreux, ainsi qu'aux anciennes armes de la ville de Bernay dans l'Eure. |
| 1198               | Thibaut III              | comte de Champagne | sceau                                      | écu                    | DA no 570. Bel exemple de brisure avec son frère et prédécesseur Henri II. cf. 1181 supra. |
| 1199               | Gautier II d'Avesnes     | seigneur d'Avesnes de Leuze, de Condé et de Guise                                                                        | sceau                                      | écu                    | Son père et son frère tous deux prénommés Jacques ont peut-être porté cet écu dès 1188. |
| 1199               | Guillaume                | comte de Clermont | contre-sceau                               | écu                    | DA no 383*. Ses descendants prendront le titre de dauphin d'Auvergne et l'apposeront à leur écu. |